# Забраненият път
„Забраненият път и други загадки от историята“ (на испански: La Ruta Prohibida y otros enigmas de la Historia) е книга на испанския писател Хавиер Сиера. То изследва много загадки навсякъде по света, на които авторът се е натъквал през годините. Тези негови изследвания са в основата на другите романи на Сиера - „Синята дама“, „Тайната вечеря“, „Тамплиерските порти“ и „Египетската тайна на Наполеон“.
Според предговора идеята за книгата се ражда на хълма Цион в Йерусалим, когато Сиера съзрява мястото, където се е провела Тайната вечеря. Той е подтикнат от кубинската писателка Зое Валдес да опише в роман изследванията, които се крият зад книгите му.

## Сюжет
Внимание:  Текстът по-долу разкрива сюжета на произведението (или части от него)!
Книгата е разделена на шест части: Америка, Космически метафори, Енигмите на вярата, Египтяни и масони, Загубени цивилизации и Тайната култура.

### Първо пътешествие: Америка

#### Пътешествието на Колумб
Съзирайки надписа Novi orbis suo aevo inventi gloria (Нему принадлежи славата за откриването на Новия свят) върху гроба на папа Инокентий VIII и 1493 г. като година на смъртта му, авторът изпада в недоумение. Въпросният папа умира през лятото на 1492 г., седмица преди Христофор Колумб да започне историческото си пътешествие. Италианският журналист Руджеро Марино твърди в книгата си „Христофор Колумб и предаденият папа“ (1997), че през 1490 г. Инокентий дава началото на подготовката за кръстоносен поход, подтикнат от зверствата на османлиите в Отранто - в южната част на Апенинския полуостров. Европа е разделена на три военни окръга - Папската държава формира първия, Унгария, Германия и Полша - втория, а третият се съставлява от Испания, Франция и Англия. Походът е насрочен за юбилейната 1500 г., а Колумб, според Марино незаконен син на папата, е щял да го оглави. Именно Инокентий осигурява връзката между Колумб и испанските владетели Фердинанд I Арагонски и Исабела Кастилска, които финансират пътешествието му. Марино смята, че името на Куба идва от рожденото име на папа Инокентий – Чибо (Джовани Батиста Чибо, Giovanni Battista Cybo), което е доказателство за роднинската връзка между Колумб и папата.
В Колумбовата библиотека в Севиля се пази единственият труд на Христофор Колумб, запазен и до днес – „Книга на пророчествата“. Още в първите изречения се разкриват кръстоносните идеали на пътешественика:
| „ | Това е началото на книгата, която съдържа свидетелства, сентенции и пророчества за възвръщането на Светия Граал и Божия хълм Цион, за откриването и посвещаването във вярата на островите на Индия и на всички хора и народности в името на нашите испански крале. | “ |

Друго доказателство е подписът на Колумб – Христо Ференс (носител на Христа) и това, че върху платната на каравелите му са пришити огромни тамплиерски кръстове.

#### Картата на Пири Реис
Загадъчната карта на Пири Реис е обгърната с много загадки и спекулации - в нея с видени очертанията на Антарктида и рисунки на животните гуанако, описани от испанците чак в края на 16 век. Картата е създадена през 1513 г. от мореплавателя Пири Реис като подарък за тогавашния османски султан на Египет върху парче фино обработена кожа на газела с размери 90 на 65 см. По-късно е публикувана в книгата му „За корабоплаването“ (Bahriye). По времето на Кемал Ататюрк е открита сред развалините на двореца Топкапъ и днес се съхранява там.
Когато авторът посещава Истанбул през 1998 г., той вижда копие на картата и забелязва до изображението на Антилите следния надпис:
| „ | Тези брегове носят името Антили. Открити са през 890 година по арабския календар и се разказва, че откривателят на тези места е един неверник на име Кулунбу (Колумб). | “ |

Проблемът е в това, че 890 година по арабския календар съвпада с 1485 г. по нашия. Авторът поисква да види оригинала, но получава множество откази. След четиригодишна борба с турската бюрократична система най-сетне успява и се уверява, че предположенията му са верни. Писателят Руджеро Марино обяснява несъвпадението между официалната дата на пътуването на Колумб до Америка и написаното в картата на Пири Реис с това, че през 80-те години на 15 век Колумб се опитва да убеди португалския крал Жуау II да финансира пътешествие до хипотетични богати земи отвъд Атлантическия океан. Кралят изпраща експедиция, предвождана от Доминго де Арео, но тя се проваля. Бъдещият откривател на Америка напуска португалския двор и една година е в пълна неизвестност. Смята се, че точно тогава той прави тайно пътешествие до Америка.
Освен има слух, че през 1574 г. мореплавател на име Алонсо Санчес де Уелва попада в буря по време на пътешествие до Англия и претърпява корабокрушение по бреговете на Америка. Докато с екипажа си оправя кораба за пътя към вкъщи, той описва преживяванията си. След трудно пътуване акостира на остров Ла Гомера. Според хрониката на Хуан Лопес де Веласко от 16 век той се запознава с Колумб и му завещава описанието на пътешествието си. Вероятно по него се е ръководил Колумб и е почерпил сведения Пири Реис.